# نومي (إيشيكاوا)
مدينة نومي (بالإنجليزية: Nomi)‏ هي أحد المدن التابعة لمحافظة إيشيكاوا. تأسست رسميًا في 01/02/2005. ويقدر عدد سكانها بـ 48106 نسمة حسب تقدير مكتب الإحصاء الياباني لعام 2012. تبلغ مساحة نومي 83.85 كم2. بكثافة سكانية تبلغ 574 نسمة/كم2.

## توأمة
لنومي (إيشيكاوا) اتفاقيات توأمة مع:
- شيلخوف